# JNDI
Java Naming and Directory Interface, forkortet JNDI, er et generelt API til forskellige typer navneopslag. JNDI kan håndtere både flade og hierarkiske navnesystemer. Systemet bruges mest i forbindelse med J2EE. I denne sammenhæng bruges der JNDI-opslag for at finde EJB'er og andre ressourcer, som er installeret på serveren.
For at JNDI skal kunne bruges til noget, skal der være registreret mindst et modul, som kan håndtere en bestemt navneservice. Ud over den, der bruges i J2EE-sammenhæng, findes der moduler til LDAP, DNS og endda filsystemet. 
For at et klientprogram kan bruge JNDI, skal det have en reference til navneservicen i form af en URL, og det skal registreres, hvilken klasse der implementerer et "startsted" (initial context).
| Programmering | Spire Denne artikel om datalogi eller et datalogi-relateret emne er en spire som bør udbygges. Du er velkommen til at hjælpe Wikipedia ved at udvide den. |